# ガイウス・ノルバヌス
ガイウス・ノルバヌス（ラテン語: Gaius Norbanus、 - 紀元前82年または81年）は紀元前1世紀初期の共和政ローマの政治家・軍人。紀元前83年に執政官（コンスル）を務めた。

## 出自
歴史家フリードリヒ・ミュンツァーは、ノルバヌスのノーメンはウォルスキの街であるノルバに由来し、ローマ市民権を得た際にノルバヌスに改名したと考えた。「新市民」であった彼の名前は明らかにラテン語以外の言語に由来するものであり、非ラテン系の名前で執政官となった人物は、マルクス・ペルペルナに次いで2人目である。エルンスト・バディアンは、ノーメンやコグノーメンは必ずしも出身地を表すものではない事を示し、また改名の時期についても疑問が残るため、ノルバヌスの名前はエトルリア起源のものであることを示唆している。

## 経歴

### 護民官
ノルバヌスは、その政治歴において、「新市民」であるがゆえにノビレス（新貴族）からの抵抗にあっていた。これがノルバヌスがポプラレス（民衆派）となった主な理由と思われる。ノルバヌスが最初に記録に登場するのは紀元前103年である。このとき彼は護民官であり、同僚護民官のルキウス・アップレイウス・サトゥルニヌスの同盟者でもあった。この年の主な出来事は、紀元前106年の執政官で、元老院でも大きな影響力を持っていたパトリキ（貴族）であるクィントゥス・セルウィリウス・カエピオの裁判であった。2年前の紀元前105年に、カエピオはアラウシオの戦いでゲルマン人に大敗していた。ノルバヌスはこれを口実にカエピオを告訴した。
その法的根拠はサトゥルニヌスが成立させた下位反逆罪に関するアップレイウス法（Lex Appuleia de maiestate minuta）であった。これはローマの権威を傷つけることを罪とみなす法律で、特別審問所（quaestio extraordinaria）によって審理された。審判人たちはカエピオに死刑判決を出すことを公然と議論した。おそらくノルバヌスは、カエピオを敗北の責任だけでなく、「トロサの黄金」の消失に関わる横領罪でも告訴したと思われる（Lex Norbana de auri tolosani quaestione）。この裁判はローマ内部の権力闘争も影響を与えていた。訴追人はカエピオを憎むエクィテス（騎士階級）や、元老院の権力を減らそうとするデマゴーグに支持されていた。何人かの元老院議員はカエピオを弁護した。キケロはウルバヌスの「暴力、排斥、石打ち、残酷な法廷権力の行使」を書いている。元老院筆頭であったマルクス・アエミリウス・スカウルスは被告の弁護を行ったが、石を投げられて頭を負傷した。ノルバヌスの同僚であった二人の護民官、ティトゥス・ディディウスとルキウス・アウレリウス・コッタは拒否権を行使しようとしたが、強制的に議場から排除された。カエピオは敗北の責任を問われて有罪となった。またローマから追放されただけでなく、彼の財産は全て競売にかけられた。ティトゥス・リウィウスによれば、このような個人資産の差し押さえが行われたのは、共和政ローマの歴史の中で初めてのことであった。ウァレリウス・マクシムスは、カエピオは死刑を宣告されて処刑されたと主張している。

### 財務官

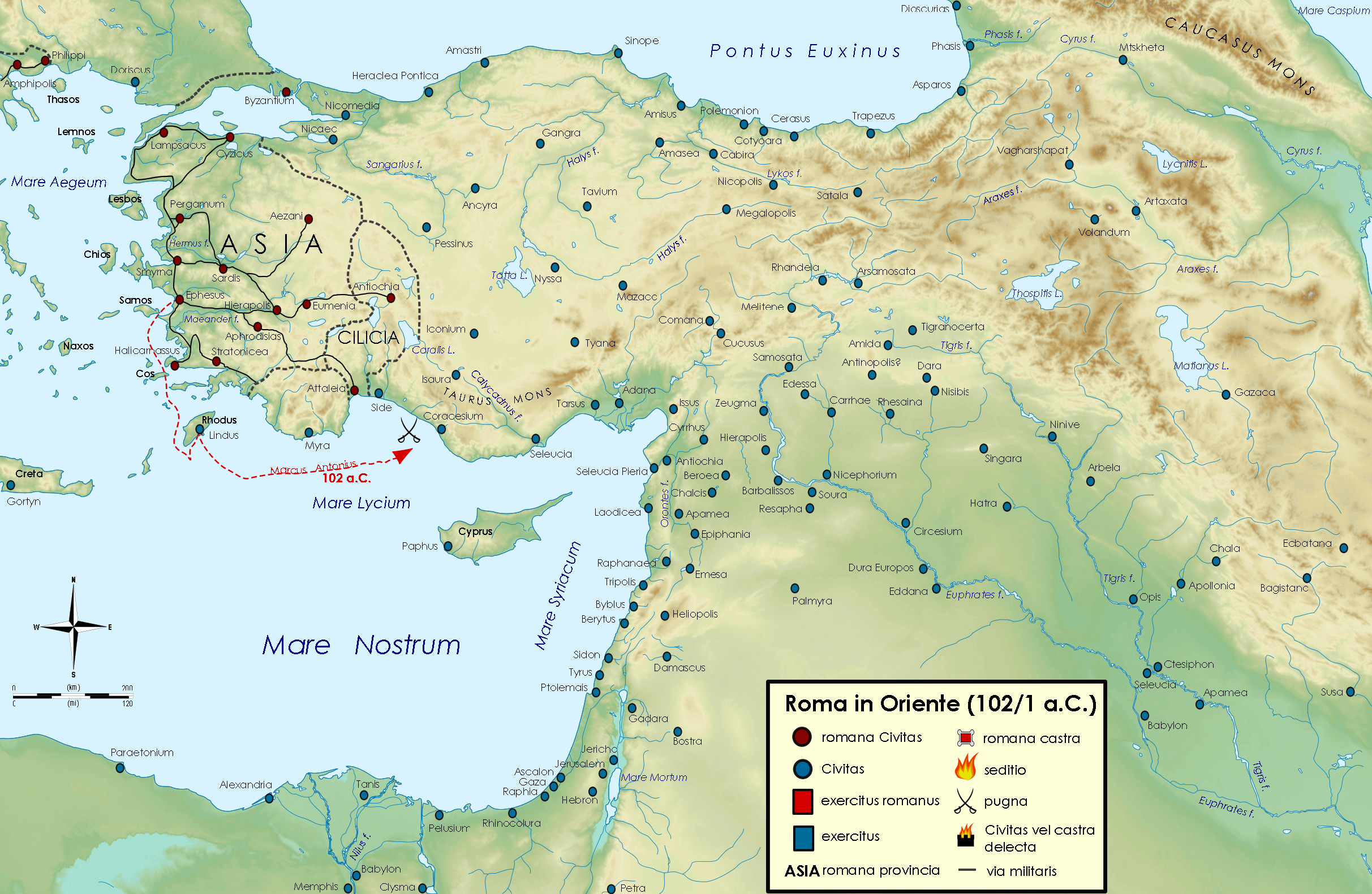
オラトルによるキリキア遠征

カエピオを有罪にしたことはノルバヌスにとって大成功であった。同年（紀元前103年）末の選挙で、ウルバヌスはクァエストル（財務官）に選出され、伝統的な出世コースであるクルスス・ホノルムに乗ることができた。彼はキリキアの海賊との戦いを任されていたプラエトル（法務官）マルクス・アントニウス・オラトルに同行して東に向かった。この作戦の実態に関しては良くわかっていない。実際、オラトルが通常の属州総督としてアシア属州を支配下に置いたのか、あるいは総督としての統治権は持たず、キリキアに対する軍事指揮権のみを与えられたのかは不明である。
東方の任地に向かう途中、オラトルとノルバヌスはアテナイとロードスに何日も滞在した。コリントスの記録には「執政官代理（名前が消されているがおそらくマルクス・アントニウス）が指揮する艦隊がコリントス地峡を越えてパンフィリアへと移動し、一方でアテナイでは別の部隊の装備が整えられていた」とある。これがオラトルのことか、あるいは息子のマルクス・アントニウス・クレティクスのことか不明であるが、歴史学者R. ブロートンとM. アブラムゾンはオラトルであると考えている。
おそらく、この執政官代理は海と陸の両方で海賊に対して軍事作戦を行ったのだろう。リカオニアからタウルス山脈の峠を通ってキリキアに侵攻したのかもしれない。いずれにしても、この作戦は大規模なものではなかった。関連する資料で残っているは、プリフェクトゥス（野営地責任者、レガトゥス、トリブヌス・ミリトゥムに次ぐ地位）のマルクス・グラティディウスが戦死したことである。グラティディウスはキケロの親戚で、その子マルクス・マリウス・グラティディアヌスはガイウス・マリウスの甥にあたる。その結果、ローマは海岸沿いに多くの要塞を築いた。研究者の中には、これらの拠点が新しい行政単位であるキリキア属州に発展したと考える者もいる。

### 法務官
ノルバヌスがローマに戻った日付は不明である。しかしオラトルがローマに戻ったのが紀元前99年12月であるから、それ以前と言うことはない。しかし、歴史学者F. ミュンツァーは、ノルバヌスの出世はルキウス・リキニウス・クラッススによって妨げられたと考えている。クラッススは紀元前95年に執政官に就任するが、任期中にローマ市民権を持たないイタリア人に対してローマから退去する法案を制定した。
その後、カエピオの息子がノルバヌスを告訴した。これがいつのことか正確には分からないが、裁判が行われたときにオラトルはケンソル（監察官）経験者であり（紀元前97年）、キケロの『弁論家について』では紀元前91年のできごとを述べるに際して、ノルバヌスの裁判を「過去の事件」としている。これらのことから、ほとんどの歴史学者はこの裁判は紀元前95年から紀元前94年に行われたと考えている。E. バディアンは紀元前95年初めとしている。告訴側弁護人は若く将来性がある弁論家として知られていたプブリウス・スルキピウス（紀元前88年護民官）であった。スルキピウスはカエピオ父の裁判の際に、ノルバヌスが同僚護民官の拒否権を暴力で阻止したことを訴えた。加えて、スカウルスもノルバヌスに対する証言を行った。対して、ノルバヌスの弁護をオラトルが行ったことは、多くの人々を驚かせた。オラトルは、キリキア遠征時に彼の下で財務官を務めたノルバヌスを「先祖代々の習慣に従って、私との関係ではなく、私の子供の一人として、また私の名声と財産をかけて」弁護した。オラトルはスカウルスの証言にも反論し、無罪を勝ち取った。
この裁判での勝利の後、ノルバヌスは政治家としてのキャリアを再開した。紀元前88年または紀元前87年に、ノルバヌスは法務官に就任し、シキリア属州総督を務めた。キケロは彼を嫌ってはいたが、良い総督であったことは認めている。

農地の検地に関する裁判はなく、アルテミドルス・コルネリウスのような裁判官はおらず、シキリアの政務担当者は農民が必要とする農作物を取り立てることもなく、徴税請負人に1ユゲラ（0.25ヘクタール）あたり3メディム（約156リットル）を要求することもなく、農民は追加でお金を支払うこともなく、追加で穀物の3/50を収める必要もなかった。それでも十分な量の穀物がローマに送られた。
キケロ『ウェッレス弾劾』、III, 117.

加えて、ノルバヌスは紀元前88年に始まった内戦に、シキリアが巻き込まれないようにした。紀元前87年、スッラ率いるローマ軍がバルカン半島に侵攻すると、イタリアでは反スッラ（マリウス派、民衆派）の活動が盛んになった。シケリアのディオドロスによると、マルクス・ランポニウスおよび他のイタリック人の指導者は、レギウムを占領して、そこからシキリアに渡ろうと計画して街を包囲した。しかしノルバヌスは「直ちに大規模な軍隊を組織し、それを見せつけることでイタリック人に恐怖を与え、レギウムの人々を救った」。

### 執政官就任と最期
紀元前80年代半ば、イタリア本国とローマ西部の属州はマリウス派（民衆派）が支配していた。紀元前84年、マリウス派はスッラのイタリア上陸に備えていた。この年の初めに、4度目の執政官を務めていたルキウス・コルネリウス・キンナは、兵士の反乱により殺害されていた。キンナの死後に単独で執政官を務めていたグナエウス・パピリウス・カルボは、翌年の執政官に彼と妥協できる人物を選んだ。一人は名門パトリキのルキウス・コルネリウス・スキピオ・アシアティクスで、もう一人が「新市民」の代表であるノルバヌスであった。このときノルバヌスは既に60歳前後であった。
スッラはイタリアに上陸し、紀元前83年5月に新たな内戦が始まった。このとき、スッラには実戦で鍛えられてはいるものの3-4万人の兵士しか持っていなかった。一方、スキピオとノルバヌスは合計18-20万人の兵士を率いていた。しかし、理由は不明だが両執政官は別々に行動し、さらに、海岸を守るために必要な措置を講じなかった。その結果、スッラはブルンディシウムに抵抗なしに上陸してカンパニアに進撃した。しかしアッピア街道とラティーナ街道が交わる場所で（カプア近郊）、ノルバヌスが待ち構えていた。スッラは和平交渉のために軍使を送ったが、ティトゥス・リウィウスによれば「虐待された」。このため両軍は戦闘に入ったが、ティファタ山での最初の戦闘でノルバヌス軍は敗北した。古代の資料によれば、ノルバヌス軍の6,000-7,000が戦死し、6,000が捕虜となったのに対し、スッラ側の戦死者は70人もしくは120人としているが、これは明らかに誇張であろう。ノルバヌスはカプアに退却した。
この後直ぐに、スキピオ・アシアティクス隷下の兵士達がスッラ側に寝返った。その前にスキピオはノルバヌスに対してスッラとの和平を模索するための軍使を送ったが、ノルバヌスは返答をしなかった。スキピオはスッラとの和平交渉中に寝返り工作を受けており、アッピアノスによると、ノルバヌスも欺瞞工作の犠牲になることを恐れていた。
翌年、ノルバヌスはプロコンスル（前執政官）としてインペリウム（軍事指揮権）を維持し、北イタリアを担当した。しかし、ファウェンティアの戦いでスッラ軍の将軍の一人であるクィントゥス・カエキリウス・メテッルス・ピウスに大敗した。9,000 -  10,000が戦死し、さらに6,000がスッラ側に寝返った。ノルバヌスには数千人の兵士しかおらず、アリミヌムに籠城した。この敗北の後、マリウス派の北部戦線は崩壊した。アリミニウム現地軍の指揮官であったプブリウス・アルビオノウァスは、ローマ軍幹部を晩餐に招き、殺害した後にスッラ派に加わった。ノルバヌスは晩餐に行かなかったために生き残った。アリミニムの住民もスッラ派についた。ノルバヌスは再起を信じてロードス島に逃げた。
戦争に勝利したスッラは、国家の敵リストに小マリウス、ノルバヌス、セルトリウス、スキピオ、グナエウス・パピリウス・カルボの名前を挙げた。ロードス政府は、ノルバヌスを引き渡すように要求された。これを知ったノルバヌスは、街の広場で自決した。別の説によれば、既にノルバヌスは拘束されていたが、自決することができた。

## 子孫
ノルバヌスに同名の息子がいた。その息子、すなわちノルバヌスの孫が紀元前38年の執政官ガイウス・ノルバヌス・フラックスである。

## 評価
キケロはノルバヌスを極めて低く評価している。すなわち、「反抗的で冷酷」、「何の役にも立たない反逆者」、「優柔不断で勇気が欠如している」、と辛辣である。

## 参考資料

### 古代の資料
- アッピアノス『ローマ史』
- ウァレリウス・マクシムス『有名言行録』
- シケリアのディオドロス『歴史叢書』
- ティトゥス・リウィウス『ローマ建国史』
- オロシウス『異教徒に反論する歴史』
- プルタルコス『対比列伝』
- マルクス・トゥッリウス・キケロ『ブルトゥス』
- マルクス・トゥッリウス・キケロ『ウェッレス弾劾』
- マルクス・トゥッリウス・キケロ『弁論家について』
- マルクス・トゥッリウス・キケロ『義務について』

### 研究書
- Giovanni Rotondi (1912). Leges publicae populi romani. Società Editrice Libraria
- Ernst Badian (1957). “Caepio and Norbanus: Notes on the Decade 100-90 B.C.”. Historia (Franz Steiner Verlag) 6 (3):  318-346. JSTOR 4434533.
- Abramzon M. Roman rule in the East. Rome and Cilicia (2nd century BC - 74 AD). - SPb. : Acra, Academy of Humanities, 2005 .-- 256 p. - ISBN 5-93762-045-3 .
- Egorov A. Julius Caesar. Political biography. - SPb. : Nestor-History, 2014 .-- 548 p. - ISBN 978-5-4469-0389-4 .
- Korolenkov A. Quintus Sertorius. - SPb. : Aletheia, 2003 .-- 310 p. - ISBN 5-89329-589-7 .
- Korolenkov A. The process of Rutilia Rufa and its political context // Bulletin of ancient history. - 2014. - No. 3 . - S. 59-74 .
- Korolenkov A., Smykov E. Sulla. - M .: Molodaya gvardiya, 2007 .-- 430 p. - ISBN 978-5-235-02967-5 .
- Mommsen T. History of Rome. - Rostov-on-Don: Phoenix, 1997 .-- T. 2.- 640 p. - ISBN 5-222-00047-8 .
- Broughton R. Magistrates of the Roman Republic. - N. Y. , 1951. - Vol. I. - P. 600.
- Broughton R. Magistrates of the Roman Republic. - N. Y, 1952. - Vol. II. - P. 558.
- Gruen E. Roman Politics and the Criminal Courts, 149-178 V.S. - Camb. , 1968.
- Münzer F. Norbanus 5 // Paulys Realencyclopädie der classischen Altertumswissenschaft . - 1936. - Bd. XVII, 1. - Kol. 927-930.